# Jean-Jacques Bernier
Pour les articles homonymes, voir Bernier.
Jean-Jacques Bernier, né le 22 janvier 1921 au Gros-Theil et mort le 6 juin 2015 à Paris, est un universitaire français. Il préside l'université Paris VII de 1980 à 1982.

## Formation
Il est résistant pendant la Seconde Guerre mondiale. Il poursuit des études de médecine, et est interne des hôpitaux de Paris en 1948, puis fait le choix d’une carrière dans les hôpitaux publics dès les années 1950.

## Carrière

### Fonctions universitaires
Il est le premier doyen de la faculté de Paris-Lariboisière-Saint-Louis en 1968, puis est nommé en 1972, chargé de mission en vue de la constitution de l’université Paris VII. Il intègre la direction de cette université en assurant la fonction de vice-président de 1973 à 1980 sous les présidences de Michel Alliot puis de Yves Le Corre.
Il assure la présidence de cette université de 1980 à 1982.

### Carrière médicale
Il accède au statut de médecin des hôpitaux de Paris en 1960, et assure à partir de 1963 et jusqu'en 1986 la fonction de chef de service de l’hôpital Saint-Lazare à Paris. Il y poursuit un programme de rénovation et de modernisation du service qui se spécialise alors dans la gastroentérologie. Il devient ensuite président du conseil national de l’Alimentation de 1986 à 1998.

### Recherches
Il poursuit des recherches dans le domaine des maladies de l’intestin grêle et conduit avec son équipe au sein de l’unité de recherches sur la physio-pathologie de la digestion (INSERM U 54), dont il est directeur, et avec le professeur Jean-Claude Rambaud, des travaux sur la physiologie de la sécrétion gastrique chez l’homme, l’absorption intestinale, le transit dans le tube digestif et les fermentations coliques.
En 1988, il publie avec Jean Andrian et Nicole Vidon une étude sur les aliments dans le tube digestif, ou encore en 1984 un traité de gastro-entérologie resté comme ouvrage de référence jusqu’à la publication de celui de Jean-Claude Rambaud en 2000.

## Décorations
- Prix de physiologie de l’Académie des Sciences en 1981
- Fellow ad honorarium of the Royal College of Physicians à Londres en 1984
- Officier de la Légion d'honneur[Quand ?]
- Grand officier de l’ordre national du Mérite
- Médaille de la résistance, croix de guerre 1939-1945

## Sources
1. ↑  Jean-Jacques Bernier, président de l'université Paris 7 de 1980 à 1982, université Paris 7, consulté sur www.univ-paris-diderot.fr le 1er mars 2011